# Gaudium et Spes
Gaudium et Spes (Joia I Esperança) la Constitució Pastoral Sobre l'Església al Món Modern, és una de les quatre constitucions apostòliques del Concili Vaticà II. El document és un repàs de la doctrina de l'Església Catòlica sobre les relacions humanes cap a la societat, especialment en referència a l'economia, la pobresa, la justícia social, la cultura, la ciència, la tecnologia i l'ecumenisme.
Aprovada per 2.307 vots a favor i 75 en contra dels bisbes reunits al concili, va ser promulgada pel Papa Pau VI el 7 de desembre de 1965, el dia que acabà el concili. Com és habitual amb els títols dels documents catòlics, pren el títol del seu incipit en llatí:
| « | Gaudium et spes, luctus et angor hominum huius temporis, pauperum praesertim et quorumvis afflictorum, gaudium sunt et spes, luctus et angor etiam Christi discipulorum... | » |

| « | La joia i l'alegria, la tristesa i l'angoixa del nostre temps, especialment d'aquells que són pobres o afligits, són el goig i l'alegria, la tristesa i l'angoixa dels seguidors del Crist també | » |

Es va aconseguir aprovar després de diversos anys de treballs tant de l'assemblea conciliar pròpiament dita o de les comissions que es van anar formant en la formulació de la redacció, car les temàtiques que afrontava eres d'una especial actualitat en aquells anys del segle xx.

## Història del text
A les orientacions inicials que Joan XXIII donà pel Concili es trobava no la resposta a una heretgia o a un cisma dins de l'Església, com havia succeït en concilis anteriors, sinó més aviat el que el Papa considerava que l'Església havia d'aportar al món:
| «                                                                              | [Il concilio] dovrà riuscire a tal punto da investire di luce cristiana e penetrare di fervorosa energia spirituale non solo l'intimo delle anime, ma ancora la massa collettiva delle umane attività. | [El concili] haurà d'assolir aquest objectiu de tal manera que aconsegueixi revestir de llum cristiana i penetrar de fervorosa energia espiritual no només l'interior de les ànimes, sinó també la massa col·lectiva de les activitats humanes. | » |
| — Constitució apostòlica Humanae salutis de convocatòria oficial del Vaticà II | | |   |

Tot i quan les comissions de la Cúria que elaboraren els esquemes a discutir durant el concili no van tenir en compte aquesta intenció del Papa, els Pares conciliars van reprendre el tema al missatge dirigit a la Humanitat que signaren el 20 d'octubre de 1962.
Després de la intervenció del cardenal Suenens del 4 de desembre de 1962, es va prendre partit per l'elaboració d'un esquema sobre l'Església que tindria en compte els aspectes ad intra i ad extra. De fet, Suenens havia proposat fins i tot la creació d'un Secretariat pels problemes del món contemporani. El gener de 1963, la nova proposta d'esquema del "De Ecclesia" (que després seria la constitució dogmàtica Lumen gentium, que incloïa un capítol extra, el 17: De Ecclesiae principiis et actione ad bonum societatis. Es demanà a més a la comissió doctrinal i a la de l'apostolat dels laics que s'encarreguessin de la redacció del text que des de llavors serà conegut com "l'esquema 17".
Les comissions treballaren durant els mesos de febrer i març en un text que havia de contenir un proemi i sis capítols. Després s'envià als pares conciliars perquè el revisessin abans de l'inici de les sessions. Les anotacions arribaren durant el mes d'abril: encara que quan s'havia permès la participació dels laics en l'elaboració del text alguns es lamentaven per l'absència de dones. Pel 25 de maig el text entrava de nou a la comissió mixta amb les correccions suggerides pels pares i amb un nou títol: De Ecclesiae praesentia et actione in mundo hodierno. Malgrat això, la discussió es prolongà i la conclusió era que el text no estava preparat per discutir-se a l'aula. Es va fer un intent introduint alguns canvis, i l'esquema 17 va ser lliurat a la comissió de coordinació el 4 de juliol de 1963, amb el títol: De praesentia efficaci Ecclesiae in mundo hodierno.
La comissió de coordinació encara criticà el text, especialment el cardenal Suenens, que subratllà la importància de la matèria i lloà el que s'havia realitzat fins a aquell moment, tot i que encara ho considerava insuficient:
| «                 | A mio giudizio il testo proposto è certamente migliore in confronto alla sua redazione anteriore e contiene ottimi paragrafi; esso tuttavia ancora non è adatto ad essere presentato al Concilio. | Segons la meva opinió el text proposat és certament millor amb relació a la seva redacció anterior i conté paràgrafs òptims; malgrat tot, encara no resulta adaptat per a ser presentat al Concili. | » |
| — Tucci (1966:37) | | |   |

Així doncs, el 5 de juliol de 1963, Suenens anuncià que la tasca de corregir el text seria confiada a persones de confiança, un grup restringit d'experts. Aquests pèrits es reuniren a Malines entre el 6 i el 8 de setembre presidits per Mons. Gerard Philips, a qui se li encarregà la redacció d'un nou text que fos una espècie d'instrumentum laboris pels treballs del grup. Aquest text va ser discutit el 17 de setembre següent i corregit pel grup d'experts. S'anomenava: Adumbratio schematis XVII: De activa praesentia Ecclesiae in mundo aedificando.
La següent sessió conciliar començava el 29 de setembre. El Papa Pau VI, al seu discurs inaugural, tot i que no mencionà el fet que s'havia de discutir aquest esquema, sí que indicà que es tractaria aquesta temàtica:
| «                           | Il Concilio cercherà di lanciare un ponte verso il mondo contemporaneo! […] così voi avete subito voluto non già trattare le vostre cose, ma quelle del mondo; non già aprire il dialogo fra voi stessi, ma aprirlo col mondo. | El Concili buscarà llançar un pont cap al món contemporani! […] D'aquesta manera immediatament heu volgut tractar no de les vostres coses, sinó que les del món; no obrir el diàleg entre vosaltres mateixos, sinó obrir-lo al món. | » |
| — AAS 55 (1963), p. 854-855 | | |   |

Malgrat això, fins a finals de novembre, la comissió mixta no revisà el text proposat pels experts amb la dificultat afegida de tenir encara els dos esquemes (oficialment l'esquema anterior no havia estat rebutjat). L'opinió de la comissió va ser negatiu per a un text considerat com a massa teològic i allunyat dels problemes de l'home contemporani. Llavors, monsenyor Georges Pelletier proposà la creació d'una subcomissió formada per 3 membres de la comissió doctrinal i 3 de la comissió per l'apostolat dels laics. Així es creà l'anomenada "subcomissió central", que començà els seus treballs el 30 de desembre.
El gener de 1964 ja disposaven d'un nou text escrit en francès i a finals de mes ja comptava amb l'aprovació de la subcomissió, que encara el discutí durant el mes de febrer a la ciutat de Zuric. El text s'anomenava La participation active de l'Eglise à la construction du monde. Es creà un petit equip de pèrits que millorarien la redacció del text. El text es dividí en un capítol que formaria part del De Ecclesia i un altre, un annex, amb instruccions més concretes que hauria d'aprovar-se a part però sense discussió al Concili. Aquest esquema s'anomenava Ecclesia in mundo huius temporis, i començava amb les paraules Gaudium et luctus, spes et angor hominum huius temporis.
Després de diverses correccions proposades per la subcomissió, l'esquema va ser discutit per la Comissió mixta el 4 i el 6 de juny de 1964 on es discutí més la relació de l'esquema amb l'annex i s'aprovà que se sotmetés al judici de la comissió de coordinació. Aquesta, aprovà el text el 26 de juny de 1964 perquè fos lliurat als pares conciliars, decisió que va ser confirmada pel Papa Pau VI el 3 de juliol. Des d'aquell moment, el text ja era conegut com un "esquema 13". A mitjans de juliol va ser enviat a tots els participants del concili i es requeria l'enviament d'anotacions per escrit abans de l'1 d'octubre a fi de preparar un text ja esmenat. Les discussions continuaren i es realitzaren una sèrie de canvis i precisions.
La discussió en aula del text i de l'annex (tot i que no es permetia en teoria la discussió de l'annex, la veritat és que alguns pares, com monsenyor John Heenan, lamentaren en les seves intervencions la seva existència "separada" i "incontrolable") es prolongà entre el 20 d'octubre i el 5 de novembre de 1964, reprenent-se posteriorment el 9 i 10 de novembre. Les intervencions de 169 pares suposaren un text de 800 pàgines de correccions o comentaris que la comissió mixta havia de tenir en consideració per recompondre l'esquema, car a la votació del 23 d'octubre l'esquema havia estat aprovat com a base de treball. La subcomissió va ser ampliada amb membres d'altres cultures i sensibilitats. En aquests moments entrà a participar en els treballs el cardenal Karol Wojtyla. Les comissions creades es posaren a treballar al text incorporant en diversos casos el text dels annexos al cos del document encara quan es pensava a publicar a part el que restés d'aquells annexos.
Del 31 de gener al 6 de febrer de 1964 es reuní la subcomissió allargada presidida pel cardenal Fernando Cento i portà a terme canvis importants al text aprovat. Des del 8 al 13 de febrer la subcomissió revisà el treball realitzat i s'encarregà al pare Pierre Haubtmann la redacció final que unifiqués l'estil, car les diverses parts provenien de diversos documents, esquemes i annexos.
La comissió mixta rebé el text i el revisà a les seves reunions, que es desenvoluparen entre el 29 de març i el 7 d'abril. Monsenyor Philips presentà a l'assemblea la nova redacció amb els elements que havien guiat els treballs d'aquest darrer període. El paràgraf dedicat a l'ateisme, el matrimoni i la pau rebé una atenció especial així com de modificacions. Encara que quan es discutí el tema de quina mena de document era l'esquema elaborat i fins i tot s'arribà a la proposta d'enviar-lo com a "constitució pastoral" no s'arribà a una conclusió sobre com presentar-lo. Després de noves correccions de forma, el text va concloure's a finals d'abril. S'anomenava: Schema XIII: Constitutio pastoralis De Ecclesia in mundo huius temporis.
L'11 de maig, monsenyor Emilio Guano presentà la constitució a la comissió de coordinació. La comissió, després d'una breu deliberació, aprovà el text i el títol de "constitució pastoral". Llavors s'ordenà imprimir i fer arribar als pares conciliars a mitjans de juny. S'iniciaren immediatament les discussions i treballs en grup dels diversos episcopats. També es traduí el text a les llengües modernes, tot i que amb la intenció de clarificar parts car, com havia indicat la secretaria del Concili, l'únic text a discutir a l'assemblea era el llatí.
El 14 de setembre, monsenyor Garrone presentà l'esquema als pares conciliars a l'aula. La votació de l'esquema com a tal va obtenir 2.111 vots a favor (d'un total de 2.157), pel que es passà immediatament a l'examen i votació de cada part del document. Llavors, es discutí l'oportunitat d'anomenar "constitució pastoral" a l'esquema, el tema de l'ateisme, la forma de presentar a la Humanitat a la primera part. En total es reuniren 470 pàgines d'intervencions o propostes, tant dites a l'aula com enviades per escrit.
Entre el 19 i el 30 d'octubre la comissió mixta treballà sense interrupció i després s'introduïren els canvis, tenint preparat un document que es presentà a l'assemblea el 12 de novembre. El canvi principal va ser el capítol sobre l'ateisme que, pràcticament, va ser refet completament. Es realitzà una nova votació per capítols que donà com a resultat una sèrie de vots nous iuxta modum (2.447) que havien de ser analitzats per la comissió mixta. La sola reunió d'aquestes propostes donà un total de 220 pàgines que calia analitzar-se curosament. Els aspectes més debatuts continuaven sent el capítol sobre l'ateisme, el matrimoni i la pau i la guerra. S'aprovà també el títol de "Constitució Pastoral", tot i que encara havien 541 pares conciliars en desacord.
Pel 2 de desembre es va poder presentar a l'assemblea conciliar una nova proposta que prengué en consideració les correccions que la comissió mixta considerà com apropiades. La votació es realitzà dos dies després pels diversos capítols: de nou aquells que van tenir una major dissensió van ser els del matrimoni (140 vots en contra) i de la pau (144). La votació de l'esquema sencer es realitzà el 6 de desembre: van haver 2.111 vots a favor i 251 en contra, d'un total de 2.373 votants.
L'endemà es realitzà la votació solemne, que va obtenir una aprovació major (2.309 a favor, 75 en contra i 7 anul·lats). Pau VI promulgà solemnement la Constitució Pastoral Gaudium et Spes, i oferí un discurs sobre els seus aspectes principals.

## Contingut
El document es divideix en dues parts anomenades: "L'Església i la vocació de l'home" i "Alguns problemes més urgents". A petició dels pares conciliars es va incloure una nota a l'inici del document explicant la naturalesa d'una constitució pastoral. El prefaci conta de 3 apartats i l'"exposició introductiva", de sis.
Els tres primers capítols de la primera part tracten sobre l'home i preparen el camí per la quarta part que presenta la posició que l'Església vol assumir davant del món i l'home.
La segona part està redactada amb una lògica de considerar els problemes principals des dels propis de la família fins als més generals o que interessen a tota la humanitat.
Els números corresponen als números de secció del text.
1. Prefaci (1-3)
2. Introducció: La situació de l'Home al Món Modern (4-10)
3. 1a Part: L'Església I la Crida de l'Home (11-45)
  1. La Dignitat de la Persona Humana (12-22)
  2. La Comunitat de la Humanitat (23-32)
  3. L'Activitat de l'Home al Món (33-39)
  4. El Paper de l'Home al Món Modern (40-45)
4. 2a Part: Alguns Problemes d'Urgència Especial (46-93)
  1. Foment de la Noblesa del Matrimoni i la Família (47-52)
  2. El Desenvolupament Adequat de la Cultura (53-62)
    1. Les Circumstàncies la Cultura al Món Actual (54-56)
    2. Alguns Principis pel Bon Desenvolupament de la Cultura (57-59)
      1. Definició de la Cultura: La Cultura en el seu sentit general indica tot allò que l'home desenvolupa i perfecciona les seves qualitats corporals i espirituals; s'esforça en el seu coneixement i el seu treball, per portar el món al seu control. Fa la vida social més humana, tant en la família com a la comunitat cívica, mitjançant la millora de costums i institucions. Mitjançant el curs del temps expressa, comunica i conversa en les seves obres, grans experiències espirituals i desitja que puguin ser un avantatge pel progrés de molts, fins i tot de tota la família (Gaudium Et Spes, II Part, Capítol 2n, Paràgraf 2).

    3. Alguns Deures Més Urgents dels Cristians davant la Cultura (60-62)

  3. Economia i Vida Social (63-72)
    1. Certs Principis de la Vida Socioeconòmica Governant com a Conjunt (67-72)

  4. La Vida de la Comunitat Política (73-76)
    1. El Foment de la Pau i la Promoció d'una Comunitat de Nacions (77-93)
    2. L'Evitació de la Guerra (79-82)
    3. Bastint una Comunitat Internacional (83-93)

## Impacte Ecumènic
El document va tenir una profunda influència en el magisteri social de les esglésies cristianes i comunitats, en especial a les quals pertanyien al Consell Mundial d'Esglésies.